# Bad Rothenfelde
Bad Rothenfelde è un comune e centro termale tedesco della Bassa Sassonia, appartenente al circondario di Osnabrück.

## Geografia fisica
Bad Rothenfelde confina a ovest con Bad Laer, a nord con Hilter am Teutoburger Wald, a est con Dissen am Teutoburger Wald e a sud con la cittadina Versmold della Renania Settentrionale-Vestfalia.

## Economia
Secondo l'indice del potere d'acquisto di GfK Germany, la popolazione di Bad Rothenfeld ha un potere d'acquisto superiore alla media. La ragione di ciò è che Bad Rothenfelde è una zona residenziale preferita e costosa per i pendolari della zona e gli anziani. Bad Rothenfelde comprende aree residenziali con ville e alcune strutture per anziani.

## Cultura
- Heimatmuseum